# Dmitrievka
Dmitrievka è una cittadina della Russia europea centrale, situata nella oblast' di Tambov; appartiene amministrativamente al rajon Nikiforovskij, del quale è il capoluogo.